# Automotrice FS ALb 25
Le automotrici gruppo ALb 25 erano rotabili ferroviari a due assi, con motore a benzina, che le Ferrovie dello Stato acquistarono per la breve linea pugliese Cerignola Città-Cerignola Campagna.

## Storia
Tale tipo  di automotrice fu l'ultimo prodotto di derivazione automobilistica costruito negli anni trenta dalla Fiat. Gli anni trenta sono infatti quelli in cui viene maturando il progetto che darà luogo alla fortunata serie delle Littorine. Le ALb 25 vennero consegnate nel 1931 con motore a benzina, (a quel tempo più conveniente del gasolio), e fornite per l'esercizio della breve linea tra Cerignola e la sua stazione, Cerignola Campagna, posta sulla linea Adriatica. Si trattava di un rotabile da 25 posti a sedere dalle forme tozze, monomotore e monodirezionale, in grado di trainare un rimorchio. Nello stesso periodo un analogo tipo di rotabile venne fornito dalla stessa Fiat alla Rete tranviaria provinciale di Cremona.
I prototipi ebbero molti problemi di affidabilità ma furono comunque usati sulla linea ferroviaria Cerignola campagna–Cerignola Città, dove nei loro pochi anni di servizio fornirono dati utili per costruire già nel 1932 da parte di FIAT per le FS delle ALb 48, evoluzioni della Alb 25, simile alla progenitrice soprattutto nel frontale, che portarono nel tempo alle costruzioni delle prime automotrici a nafta.
Oltre alle automotrici furono costruiti anche due rimorchi, classificati R 101 - 102 con le stesse dimensioni della Alb 25, ma con un maggior numero di posti a sedere.

## Caratteristiche
Il rotabile era simile ad un autobus dell'epoca di cui conservava anche l'impostazione meccanica e la motorizzazione. Il motore era il diffuso FIAT 235-A alimentato a benzina, della potenza di 55 kW accoppiato ad un cambio a 4 marce + retromarcia che permetteva una velocità massima di 60 km/h. Il rimorchio accoppiato era della stessa forma. L'arredamento interno era essenziale, senza ritirata. I posti a sedere offerti erano 24 con la possibilità di 16 in piedi. A fine corsa una piattaforma integrata sotto il telaio sollevava il veicolo permettendone la giratura.

### Fonti a stampa
- Antonio Costantini, Automotrici ferroviarie con motore a combustione interna, 2ª ed., Roma, Collegio Ingegneri Ferroviari Italiani, 1959,  pp. 2-7, 317-321, 913-917, ISBN non esistente.
- Manlio Diegoli, La trazione a combustione interna, in Ingegneria Ferroviaria, vol. 16, n. 7-8, luglio-agosto 1961,  pp. 681-698.

### Storiografia e complementi
- Domenico Molino, Automotrici DWK in Italia: le prime automotrici FS con motore a combustione interna, in Italmodel Ferrovie, 29 (1979), n, 231, ottobre 1979,  pp. 18-28.
- Erminio Mascherpa, L'automotrice FS CE.860.001 e il problema dei combustibili, in Italmodel Ferrovie, 29 (1979), n, 232, novembre 1979,  pp. 42-48.
- Nico Molino, Sergio Pautasso, Le automotrici della prima generazione, Torino, Elledi, 1988,  pp. 7-13, 64, ISBN 88-7649-016-7.
- Oreste Santanera, I Treni Fiat. Ottant'anni di contributo Fiat alla tecnica ferroviaria, Milano, Automobilia, 1997,  p. 16, ISBN 88-7960-045-1.
- Angelo Nascimbene, Automotrici FS. Storia, tecnica, esercizio. Le discrete ALb 25, in Tutto treno, 13 (2000), n. 132, giugno 2000,  pp. inserto centrale di 4 pp. n. num..
- Angelo Nascimbene, Automotrici FS. Storia, tecnica, esercizio. Si prova con le ALb 48 e 72, in Tutto treno, 13 (2000), n. 135, ottobre 2000,  pp. inserto centrale di 8 pp. n. num..
- Nico Molino, Vanna Zannini, Automotrici endotermiche monomotore, Genova, Edizioni Bayard, 2002,  pp.. Indice: